# Fabio Traversa
Fabio Traversa (Napoli, 17 novembre 1952) è un attore italiano.

## Biografia

Fabio Traversa nel ruolo dello sposo nel fortunato film Le comiche (1990) nel quale è - insieme alla moglie interpretata da Alessandra Casella - il principale bersaglio dei guai provocati da Villaggio e Pozzetto.

Si è distinto come valido caratterista sostenendo generalmente parti di uomo fragile e timido. Dopo una lunga gavetta in teatro, fu chiamato da Nanni Moretti - suo ex compagno di classe al Liceo -  a recitare nel cortometraggio Pâté de bourgeois (1973) e da allora ha interpretato circa 30 pellicole.
Particolarmente ricordati sono stati, oltre al ruolo del cameriere malpagato e incatenato nel canile ne Il minestrone di Sergio Citti (1981), i personaggi di Fabris in Compagni di scuola (1988) di Carlo Verdone e quello di Mario, lo sposo ne Le comiche (1990) di Neri Parenti, ai quali ha conferito caratteristiche di sensibilità e umanità.
In seguito si è indirizzato verso la carriera televisiva, interpretando serial di notevole successo come Non lasciamoci più (1999) e Butta la luna (2007) di Vittorio Sindoni, nel ruolo dello spregevole Elio Valci. Nello sceneggiato televisivo di Mauro Bolognini del 1982 La Certosa di Parma è l’antiquario a cui si rivolge il rivoluzionario Ferrante Palla.

## Filmografia

### Cinema

Fabrizio Traversa (il primo a destra) in un fotogramma del film Ecce bombo (1978)

- La mano spietata della legge, regia di Mario Gariazzo[2] (1973)
- Come parli frate?, regia di Nanni Moretti (1974)
- Io sono un autarchico, regia di Nanni Moretti (1976)
- Ecce bombo, regia di Nanni Moretti (1978)
- Gli anni struggenti, regia di Vittorio Sindoni (1979)
- La storia vera della signora delle camelie, regia di Mauro Bolognini (1981)
- Habibi, amor mio, regia di Luis Gomez Valdivieso (1981)
- Il minestrone, regia di Sergio Citti (1981)
- Sciopèn, regia di Luciano Odorisio (1982)
- Quasi quasi mi sposo, regia di Vittorio Sindoni (1982)
- Magic Moments, regia di Luciano Odorisio (1984)
- Compagni di scuola, regia di Carlo Verdone (1988)
- Russicum - I giorni del diavolo, regia di Pasquale Squitieri (1988)
- Via Paradiso, regia di Luciano Odorisio (1988)
- Palombella rossa, regia di Nanni Moretti (1989)
- Le comiche, regia di Neri Parenti (1990)
- Atto di dolore, regia di Pasquale Squitieri (1991)
- L'anno del terrore, regia di John Frankenheimer (1991)
- Cinecittà... Cinecittà, regia di Vincenzo Badolisani (1992)
- Fantozzi - Il ritorno, regia di Neri Parenti (1996)
- Il fratello minore, regia di Stefano Gigli (1996)
- Bruno aspetta in macchina, regia di Duccio Camerini (1996)
- Fantozzi 2000 - La clonazione, regia di Domenico Saverni (1999)
- Il fratello minore, regia di Stefano Gigli (2000)
- Con la voce del cuore, regia di Giancarlo Santi (2000)
- Ma che colpa abbiamo noi, regia di Carlo Verdone (2003)
- Ex, regia di Fausto Brizzi (2009)
- Scontro di civiltà per un ascensore a Piazza Vittorio, regia di Isotta Toso (2010)
- Figli, regia di Giuseppe Bonito (2020)
- State a casa, regia di Roan Johnson (2021)
- Il sol dell'avvenire, regia di Nanni Moretti (2023)

### Televisione
- La Certosa di Parma, regia di Mauro Bolognini - miniserie TV (1982)
- Aeroporto internazionale, regia di Paolo Poeti - serie TV, 2 episodi (1985-1987)
- I ragazzi del muretto, regia di Gianluigi Calderone - serie TV (1991-1996)
- La quindicesima epistola, regia di Josè Marìa Sanchez - film TV (1998)
- Stiamo bene insieme, regia di Vittorio Sindoni - serie TV, episodio 4 (2002)
- Le ragioni del cuore, regia di Luca Manfredi - miniserie TV (2002)
- Camera Café, regia di Christophe Sanchez (2004)
- Butta la luna, regia di Vittorio Sindoni (2007)
- Cugino e cugino, regia di Vittorio Sindoni - serie TV (2011)
- Vita da Carlo, regia di Carlo Verdone e Arnaldo Catinari - serie TV (2023)

### Cortometraggi
- Pâté de bourgeois, regia di Nanni Moretti (1973)